# Middleton (Oregon)
Middleton (korábban Stringtown) az Amerikai Egyesült Államok Oregon államának Washington megyéjében elhelyezkedő önkormányzat nélküli település.
A posta 1869 és 1905 között működött. A vasútállomás 1892. július 1-jén nyílt meg.

## Fordítás
- Ez a szócikk részben vagy egészben  a   Middleton, Oregon című angol Wikipédia-szócikk ezen változatának fordításán alapul.  Az eredeti cikk szerkesztőit annak laptörténete sorolja fel. Ez a jelzés csupán a megfogalmazás eredetét és a szerzői jogokat jelzi, nem szolgál a cikkben szereplő információk forrásmegjelöléseként.